# Aonidia
Aonidia är ett släkte av insekter. Aonidia ingår i familjen pansarsköldlöss.

## Dottertaxa tillAonidia, i alfabetisk ordning[1]
- Aonidia atlantica
- Aonidia badia
- Aonidia banksiae
- Aonidia biafrae
- Aonidia bullata
- Aonidia campylanthi
- Aonidia chaetachmeae
- Aonidia crenulata
- Aonidia echinata
- Aonidia elaeagna
- Aonidia formosana
- Aonidia ilicitana
- Aonidia isfarensis
- Aonidia laticornis
- Aonidia lauri
- Aonidia longa
- Aonidia loranthi
- Aonidia marginalis
- Aonidia maroccana
- Aonidia mediterranea
- Aonidia mesembryanthemae
- Aonidia mimusopis
- Aonidia nullispina
- Aonidia obscura
- Aonidia obtusa
- Aonidia oleae
- Aonidia operta
- Aonidia paradoxa
- Aonidia perplexa
- Aonidia planchonioides
- Aonidia pusilla
- Aonidia rarasana
- Aonidia relicta
- Aonidia rhusae
- Aonidia sclerosa
- Aonidia shastae
- Aonidia simplex
- Aonidia spatulata
- Aonidia truncata
- Aonidia visci
- Aonidia yomae
- Aonidia zizyphi